# Augustohahnia binotata
Augustohahnia binotata är en insektsart som först beskrevs av Jacobi 1921.  Augustohahnia binotata ingår i släktet Augustohahnia och familjen spottstritar. Inga underarter finns listade i Catalogue of Life.